# Kepler-42

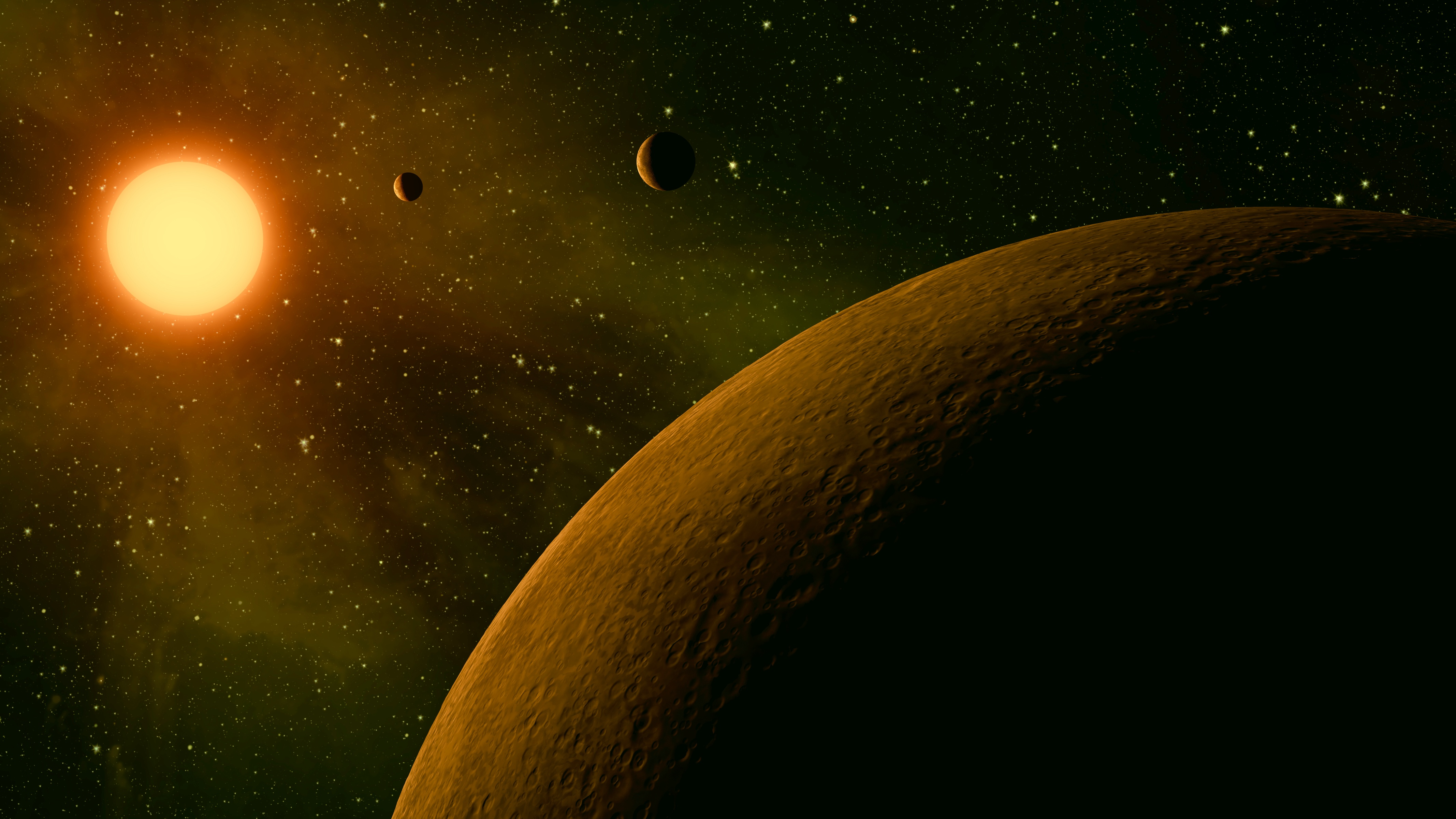
Impressão artística do sistema Kepler-42 (KOI-961).

Kepler-42, anteriormente conhecido como KOI-961, é uma estrela anã vermelha localizada na constelação de Cygnus a cerca de 126 anos-luz a partir do Sol. Ela tem três planetas extrassolares conhecidos, os quais tem raios menores do que o raio da Terra, e, provavelmente, também são menores em massa.

## Características

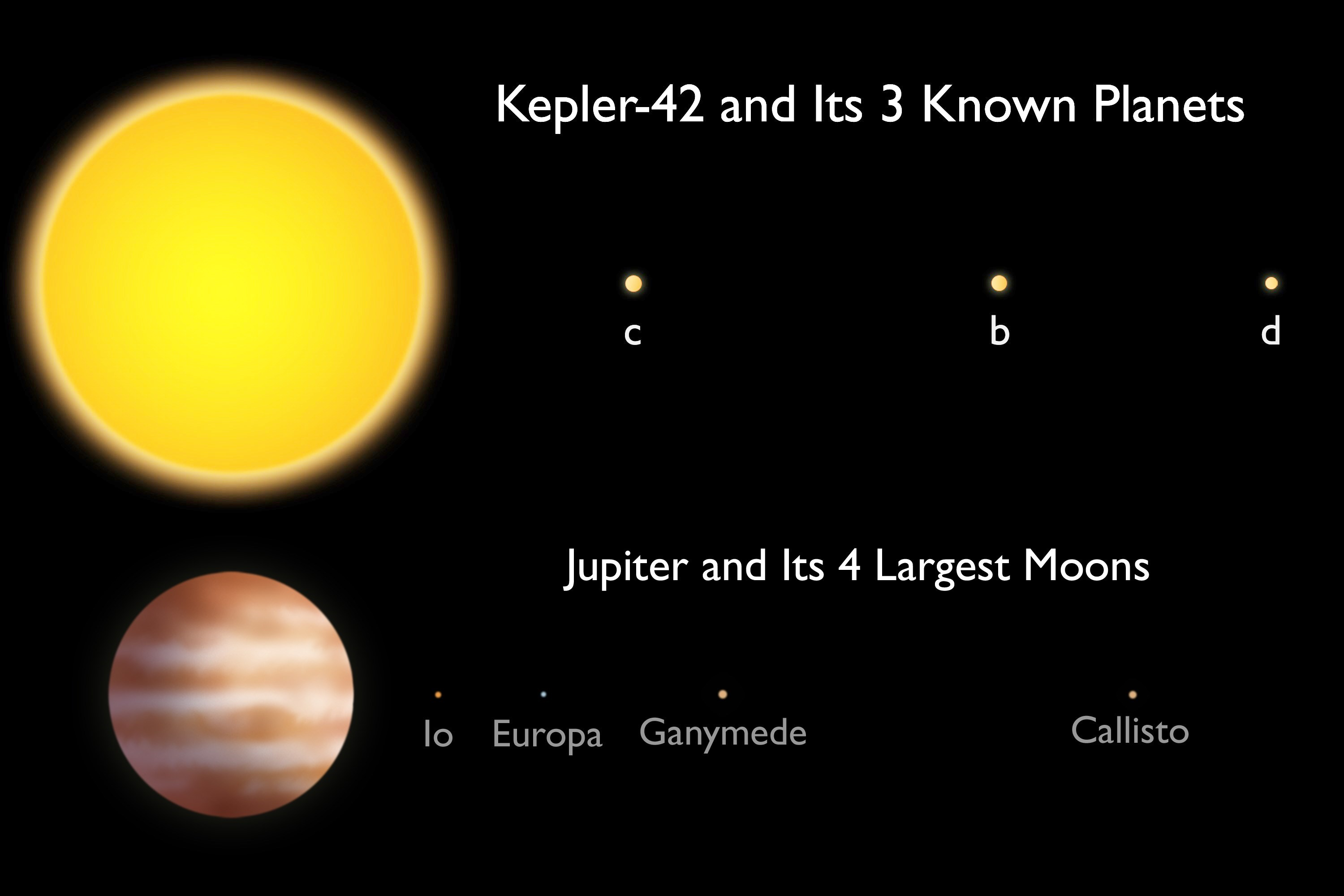
O sistema Kepler-42, em comparação com o sistema jupiteriano.

A massa de Kepler-42 é estimada em 0,13 vezes a do Sol, e para ter um raio 0,17 vezes ao do Sol, ou seja, apenas 1,7 vezes maior do que o gigante gasoso Júpiter. Devido à sua pequena área superficial e, portanto, o raio, a luminosidade de Kepler-42 é de apenas 0,24% do que a do Sol. A sua metalicidade é um terço da DO SOL. Kepler-42 tem um significativo movimento próprio de até 431 ± 8 arcmin/ano. Devido ao seu pequeno tamanho e baixa temperatura, A zona habitável da estrela fica muito mais perto da estrela do que a Terra está do Sol.

## Sistema planetário
Em 10 de janeiro de 2012, através do telescópio espacial Kepler foram descobertos três planetas transitando em órbita ao redor de Kepler-42. Os raios dos planetas variam de aproximadamente aos de Marte para Vênus. O sistema Kepler-42 é mais notável por ser apenas o segundo sistema conhecido contendo planetas com raios do tamanho do raio da Terra ou menor (o primeiro foi o sistema Kepler-20). As órbitas dos planetas também são compactas, tornando o sistema (cujo estrela anfitriã em si tem um raio comparável aos de alguns jupíteres quentes) assemelham-se aos sistemas de luas dos planetas gigantes, como Júpiter ou Saturno mais do que o Sistema Solar. Apesar do pequeno tamanho desses planetas e a estrela ser uma das estrelas mais fracas no campo de visão do Kepler com planetas confirmados, a detecção desses planetas foi possível devido ao pequeno tamanho da estrela, fazendo com que estes planetas pudessem bloquear uma proporção maior de luz estelar durante suas trânsitos.